# Tatiana Ahlers-Hestermann
Tatiana Ahlers-Hestermann (* 28. März 1919 in Hamburg; † 30. Januar 2000 in Hamburg) war eine deutsche Textil-, Mosaik- und Glaskünstlerin.

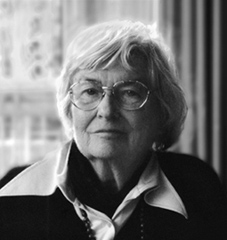
Tatiana Ahlers-Hestermann

## Leben
Tatiana Ahlers-Hestermann war die Tochter des deutsch-russischen Künstlerehepaares Alexandra Povòrina und Friedrich Ahlers-Hestermann. Ihr Bruder Andreas, der 1916 geboren wurde, lebte nur wenige Wochen. Beide Elternteile waren anerkannte Maler. Tatiana Ahlers-Hestermann entschied sich für eine eigene Ausdrucksform: Zunächst wählte sie die Textilkunst, später entwarf sie auch Mosaike und Glasfenster für Kirchen.
Im Alter von neun Jahren zog sie mit ihren Eltern von Hamburg nach Köln, da der Vater einen Ruf als Professor an die progressiven Kölner Werkschulen erhalten hatte. In Köln wuchs sie in einem künstlerisch geprägten Umfeld auf. 1933 wurde Friedrich Ahlers-Hestermann von der nationalsozialistischen Regierung entlassen. Die Familie wurde bespitzelt. Zum einen missfiel dem Regime die russischstämmige Mutter, zum anderen wurde die fehlende Begeisterung für das diktatorische Regime bemängelt. Beispielsweise weigerte sich die Familie Hakenkreuzfahnen aus dem Fenster zu hängen. Da sie in Köln stark unter Beobachtung standen, entschlossen sich die Eltern zum Umzug nach Berlin, wo sie hofften, in der Millionenstadt untertauchen zu können. Zu dieser Zeit studierte Tatiana Ahlers-Hestermann bereits in München, doch nach dem Ende ihrer Ausbildung 1939 zog sie wieder zu den Eltern nach Berlin. Dort hielt die Familie Kontakt zu anderen Künstlern. Sie und ihre Eltern pflegten dort zahlreiche Künstlerfreundschaften, etwa mit Jeanne Mammen sowie Hans und Elsa Thiemann und nahmen an den heimlichen Kunstausstellungen in der Atelierwohnung der Hanna Bekker vom Rath teil.
In der Zeit des Nationalsozialismus war Tatiana Ahlers-Hestermann obligatorisch Mitglied der Reichskammer der bildenden Künste. Es ist jedoch lediglich 1942 ihre Teilnahme in der Ausstellung des Kölner Kunstvereins Der Deutsche Westen 1942. Malerei und Plastik der Gegenwart bekannt. 
Kirchliche Themen spielten sowohl im Leben als auch im Werk eine herausragende Rolle. 1944 konvertierte Tatiana Ahlers-Hestermann in Berlin von der russisch-orthodoxen Kirche zur römisch-katholischen Kirche. 1945 floh sie mit ihrer Mutter vor den alliierten Bombenangriffen aus Berlin nach Worpswede zu der Bildhauerin Clara Rilke-Westhoff.
Als 1947 Friedrich Ahlers-Hestermann zum Wiederaufbau der Landeskunstschule nach Hamburg gerufen wurde, ging sie mit ihm in die Geburtsstadt. Die Mutter, Alexandra Povòrina, blieb in Berlin. Sie hatte eine Dozentur an der Kunsthochschule Berlin-Weißensee inne.
In Hamburg kümmerte sich Tatiana Ahlers-Hestermann zunächst um den Haushalt des Vaters, sie selbst bezeichnete sich als „Haustochter“. Beruflich verlief die erste Zeit in Hamburg für sie sehr schwierig. Erst im Laufe der fünfziger Jahre mit dem Wiederaufbau von Wirtschaft und Kultur bekam sie lukrative Aufträge.

## Ausbildung
In Köln besuchte Tatiana Ahlers-Hestermann das Oberlyceum und die Studienanstalt der evangelischen Gemeinde e. V. Antoniterstraße. Die Abiturprüfung durfte sie nicht ablegen, weil sie nicht Mitglied im nationalsozialistischen Bund Deutscher Mädel war.
1937 begann Tatiana Ahlers-Hestermann ihr Studium der Textilkunst an der Kölner Werkschule bei Agnes Renard. Sie setzte sich stark mit den Lehren des Kirchenvaters Augustinus und Thomas von Aquins auseinander. In Köln studierte sie bis 1938. Anschließend folgte ein einjähriges Studium der Textilkunst an der Akademie für Angewandte Kunst in München bei Else Jaskolla, deren Fachgebiet historische Sticktechniken war. So studierte sie etwa die Technik alter koptischer Stoffe. Zwischen 1939 und 1942 besuchte sie die Mal- und Zeichenklassen im Abendunterricht an der Berliner Reimann-Schule.

## Werk

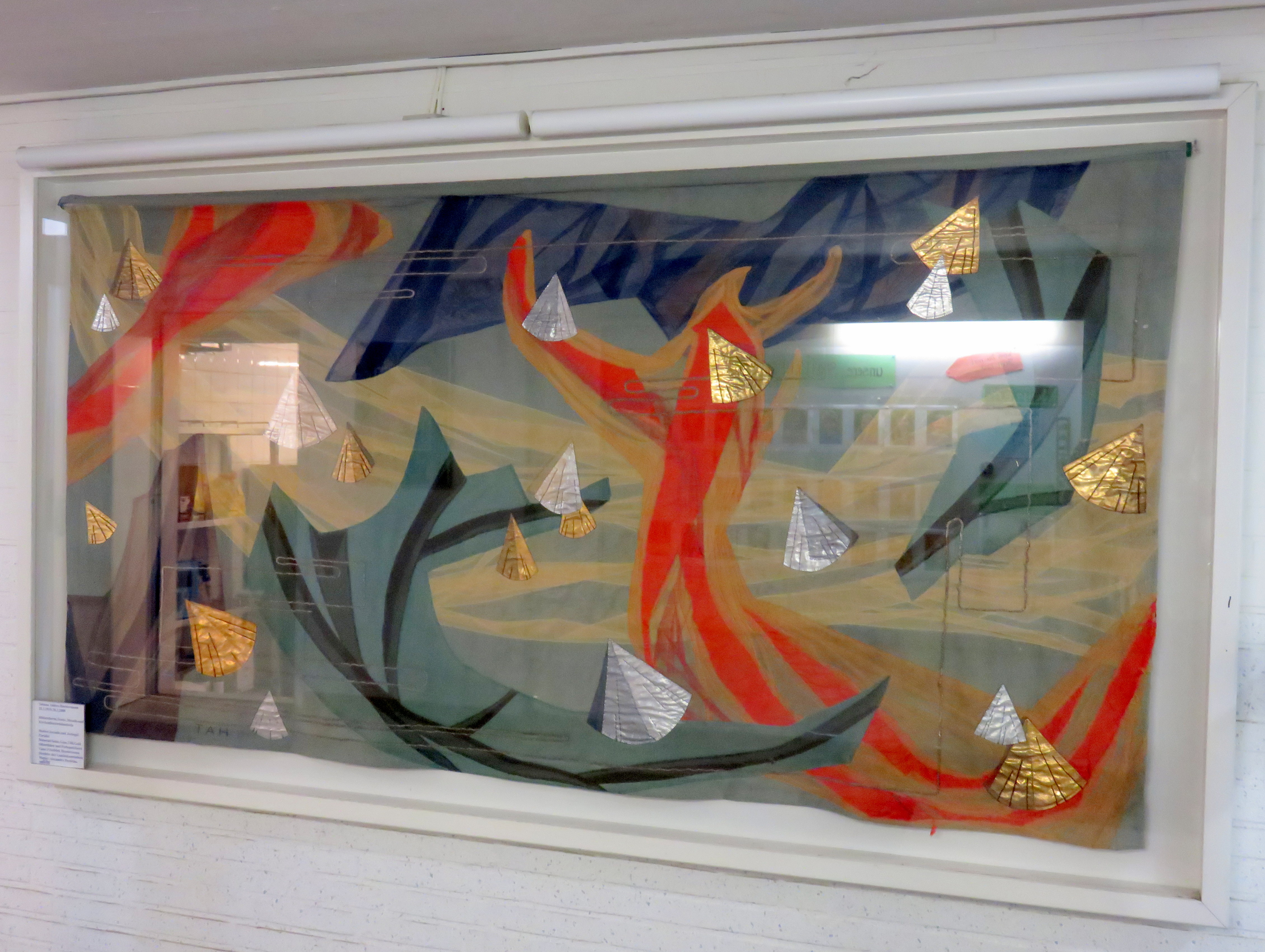
Wandteppich (1958), Schule Arnkielstraße

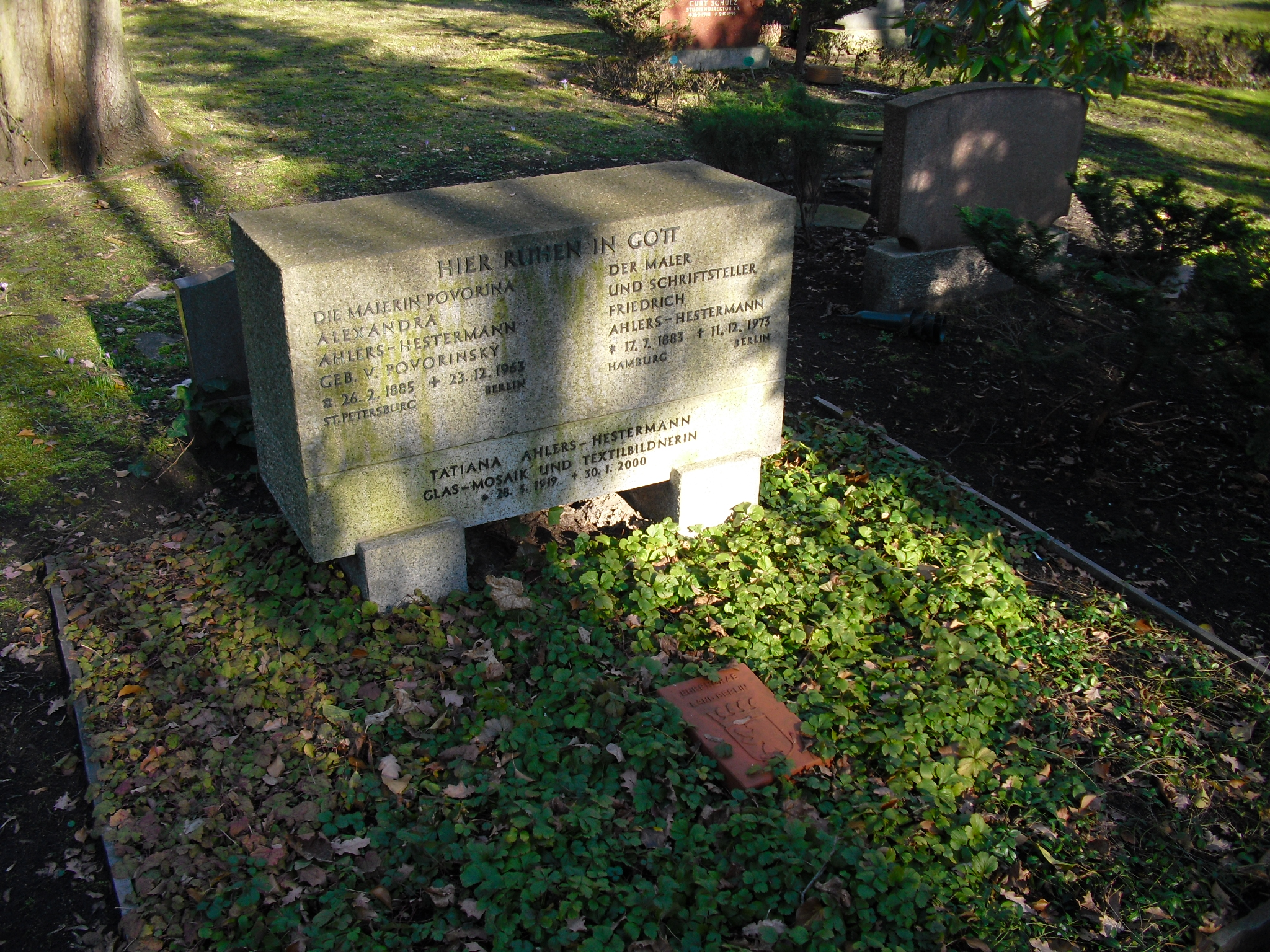
Grab Tatiana Ahlers-Hestermanns und ihrer Eltern in Berlin-Reinickendorf

Bereits in den 1940er Jahren arbeitete sie an ersten Aufträgen: Die erste große Arbeit war ein Wandbehang für den Sitzungssaal der Handelskammer in Ulm 1940/41 (150 × 230 cm), der im Krieg verbrannt ist. 1943 schuf sie zwei Behänge von je 200 cm Höhe für Seitenaltäre der Herz-Jesu-Kirche in Berlin-Charlottenburg. 1948 entwarf und verwirklichte sie eine „Schutzmantelmadonna“ für das Kinderheim St. Elisabeth in Hamburg-Bergedorf.
Während der 1950er Jahre arbeitete sie für die verschiedensten Auftraggeber: Industrieunternehmen wie die BP British Petroleum, Versicherungen, für öffentliche Auftraggeber wie beispielsweise Bücherhallen und Schulen sowie für katholische und evangelische Kirchengemeinden. In dieser Zeit war sie auch als Dozentin für die Hamburger Landeskunstschule im Gespräch. Da sie keine Schneiderprüfung vorweisen konnte, konnte sie jedoch nicht berufen werden.
In den 1960er Jahren schuf die Künstlerin zahlreiche kirchliche Antependien und sie begann Glasfenster für Kirchen zu gestalten. Ein großes Projekt waren 1966 die Glasfenster für die Kapelle des deutschen Soldatenfriedhofes in Bastia auf Korsika. Zunächst sollte ihre Mutter Alexandra Povòrina den Auftrag erhalten, diese war jedoch in der Zwischenzeit (1963) verstorben und man betrachtete Tatiana Ahlers-Hestermann als die künstlerisch-kreative Nachfolgerin.
Im anschließenden Jahrzehnt schuf Tatiana Ahlers-Hestermann zahlreiche Mosaike für Kunst-am-Bau-Aufträge, arbeitete aber auch weiterhin im textilen Sektor. Sie schuf eine Rekonstruktion des Jugendstiltheatervorhangs für die Münchner Kammerspiele, den 1901 Richard Riemerschmid entworfen hatte. Während der Nazidiktatur war dieser auf Befehl Hitlers abgenommen worden.
Die 1980er Jahre über arbeitete sie an zahlreichen Glasfenstern für Kirchen und auch weiterhin an Textilien; bis zuletzt war sie eine gefragte Künstlerin.
Sie starb am 30. Januar 2000 in Hamburg. Ihr Grab befindet sich auf dem Dankes-Friedhof in Berlin-Reinickendorf.

## Nachlass
Der Nachlass befindet sich im Besitz des Hamburger Forum für Künstlernachlässe.

## Ausstellungen
- Eine Hamburger Künstlerfamilie. Friedrich Ahlers-Hestermann – Alexandra Povòrina – Tatiana Ahlers-Hestermann. Forum für Nachlässe von Künstlerinnen und Künstlern, Hamburg (18. April – 2. Mai 2010).